# Diócesis de Thiès
La diócesis de Thiès (en latín: Dioecesis Thiesina y en francés: Diocèse de Thiès) es una circunscripción eclesiástica de la Iglesia católica en Senegal. Se trata de una diócesis latina, sufragánea de la arquidiócesis de Dakar. Desde el 18 de enero de 2013 su obispo es André Gueye.

## Territorio y organización
La diócesis tiene 9055 km² y extiende su jurisdicción sobre los fieles católicos de rito latino residentes en la mayor parte de la región de Thiès, a excepción de un sector del departamento de Mbour.
La sede de la diócesis se encuentra en la ciudad de Thiès, en donde se halla la Catedral de Santa Ana.
En 2022 en la diócesis existían 25 parroquias.

## Historia
La diócesis fue erigida el 6 de febrero de 1969 mediante la bula Pro summo del papa Pablo VI, obteniendo el territorio de la arquidiócesis de Dakar.

## Estadísticas
Según el Anuario Pontificio 2023 la diócesis tenía a fines de 2022 un total de 65 900 fieles bautizados.
| Año                                                                             | Población            | Población | Población      | Sacerdotes | Sacerdotes    | Sacerdotes    | Bautizados por sacerdote | Diáconos permanentes | Religiosos | Religiosos | Parroquias |
| Año                                                                             | Bautizados católicos | Total     | % de católicos | Total      | Clero secular | Clero regular | Bautizados por sacerdote | Diáconos permanentes | Varones    | Mujeres    | Parroquias |
| ------------------------------------------------------------------------------- | -------------------- | --------- | -------------- | ---------- | ------------- | ------------- | ------------------------ | -------------------- | ---------- | ---------- | ---------- |
| 1970                                                                            | 18 610               | 489 000   | 3.8            | 29         | 11            | 18            | 641                      |                      | 35         | 53         | 8          |
| 1980                                                                            | 26 832               | 900 000   | 3.0            | 21         | 11            | 10            | 1277                     |                      | 27         | 76         | 11         |
| 1990                                                                            | 35 089               | 1 569 488 | 2.2            | 53         | 31            | 22            | 662                      |                      | 69         | 94         | 17         |
| 1999                                                                            | 39 463               | 1 621 705 | 2.4            | 71         | 49            | 22            | 555                      |                      | 46         | 80         | 17         |
| 2000                                                                            | 37 998               | 1 748 858 | 2.2            | 73         | 51            | 22            | 520                      |                      | 68         | 81         | 20         |
| 2001                                                                            | 39 171               | 1 792 579 | 2.2            | 75         | 56            | 19            | 522                      |                      | 83         | 130        | 20         |
| 2002                                                                            | 44 937               | 1 800 000 | 2.5            | 62         | 55            | 7             | 724                      |                      | 89         | 125        | 20         |
| 2003                                                                            | 45 431               | 2 000 100 | 2.3            | 75         | 58            | 17            | 605                      |                      | 64         | 103        | 20         |
| 2004                                                                            | 44 812               | 2 000 150 | 2.2            | 65         | 59            | 6             | 689                      |                      | 56         | 110        | 21         |
| 2010                                                                            | 54 124               | 2 346 000 | 2.3            | 74         | 66            | 8             | 731                      |                      | 47         | 118        | 23         |
| 2014                                                                            | 57 397               | 2 650 000 | 2.2            | 65         | 61            | 4             | 883                      |                      | 72         | 106        | 25         |
| 2017                                                                            | 60 037               | 3 069 750 | 2.0            | 76         | 70            | 6             | 789                      |                      | 86         | 98         | 25         |
| 2020                                                                            | 63 663               | 4 022 334 | 1.6            | 74         | 67            | 7             | 860                      |                      | 91         | 117        | 25         |
| 2022                                                                            | 65 900               | 4 269 040 | 1.5            | 75         | 69            | 6             | 878                      |                      | 90         | 115        | 25         |
| Fuente: Catholic-Hierarchy, que a su vez toma los datos del Anuario Pontificio. |                      |           |                |            |               |               |                          |                      |            |            |            |

## Episcopologio
- François-Xavier Dione † (6 de febrero de 1969-4 de febrero de 1985 falleció)
- Jacques Sarr † (17 de octubre de 1986-18 de enero de 2011 falleció)
  - Sede vacante (2011-2013)
- André Gueye, desde el 18 de enero de 2013